# Arbent

Arbent este o comună în departamentul Ain din estul Franței.